# أوسكار سيرين
أوسكار سيرين (بالإسبانية: Óscar Céren) هو لاعب كرة قدم سلفادوري في مركز الوسط، ولد في 26 أكتوبر 1991 في كويزالتيبيك ‏ في السلفادور. شارك مع منتخب السلفادور لكرة القدم. أما مع النوادي، فقد لعب مع نادي أكويلا.

## وصلات خارجية
- أوسكار سيرين على موقع قاعدة بيانات كرة القدم.إي يو (الإنجليزية)
- أوسكار سيرين على موقع ناشيونال فوتبول تيمز (الإنجليزية)
- أوسكار سيرين على موقع Soccerway.com (الإنجليزية)
- أوسكار سيرين على موقع AS.com (الإسبانية)